# Khorkhoruní
Els Khorkhoruní (en armeni: Խորխոռունի) van ser una família de nakharark d'Armènia amb feu hereditari al Khorkhorunik a Baspracània. Tenien el títol herederitari de Malkhaz (Guardià del rei). El seu ancestre llegendari era Kor o Koren. Es consideraven una dinastia hàikida, descendent del mític patriarca armèni Haik que en general sembla que indiqui un origen urartià, però probablement va ser una territorialització de les restes del poble hurrita en terres al nord-oest del llac Van a la vall de l'Arsànies (al qual es va donar el nom de Khorkhorunik i també, derivat del càrrec, de Malkhazdom).

## Història
Els primers Khorkhoruní esmentats van ser Garjuil (cap a l'any 300), Manas (als voltants del 325) i Baanes (potser el 350) al que segueix un segon Garjuil. Suren Khorkhoruní apareix cap a finals del segle iv i principis del segle v.
L'any 593 aproximadament la part d'Armènia que pertanyia a l'Imperi Romà d'Orient, patia les mesures antiarmènies de l'emperador, i la part persa acabava de desprendre's de Musel II Mamiconi.En aquell moment es va produir una conjuració dels nakharark. Quan el rei de Pèrsia va enviar al perceptor de Baspracània (Vaspurakan-hamarakar) amb diners (plata) per finançar una campanya a Armènia en la qual els perses serien presentats com els defensors del armenisme contra la romanització, va ser atacat pel camí pels conjurats encapçalats per Samuel Vahevuní, Atat Khorkhoruni, Mamak Mamiconi, Esteve de Siunia, Kotik Amatuni i Teodor Terpatuni. Els nakharark van marxar amb el botí cap a Nakhtxivan on esperaven proclamar la independència de tot Armènia (la part sotmesa als romans d'Orient i l'altra sotmesa als perses). Però quan van arribar allí es van barallar pel repartiment de la plata i van perdre l'oportunitat.
Potser l'any 600 Atat Khorkhoruni, que havia passat a l'Imperi Romà d'Orient i havia estat nomenat patrici a l'Armènia romana d'Orient, va rebre l'ordre de marxar amb els seus soldats cap a Tràcia, i es va revoltar. Va passar a Nakhtxivan, a la Persarmènia, i l'emperador el va perseguir allí però el rei persa no volia tolerar aquesta violació del territori (encara que Pèrsia fos aliada de l'Imperi en aquell moment), i va enviar tropes de manera que els romans d'Orient es van retirar. Atat va ser ben rebut pel rei de Pèrsia que volia guanyar-se les voluntats dels armenis.
L'any 605 en la guerra romano-sassànida, el comandament romà d'Orient correspongué al nakharar Teodor Khorkhoruní, a qui van derrotar els perses i Teodor fet presoner. El rei persa va ordenar-ne l'execució. El 642 Baanes Khorkhoruni, presoner dels romans d'Orient, va ser alliberat a petició de Teodor Reixtuní. Un Bagram Korkhoruni és esmentat al tombs del 770.
Els seus dominis van passar als bagràtides cap al final del segle viii i el 982 formaven part dels dominis dels reis korikain de Lorí.